# ペーター・マドセン
ペーター・マドセン（Peter Planch Madsen、1978年4月26日 - ）は、デンマークの元サッカー選手。元デンマーク代表。ポジションはフォワード。

## 来歴
2001年にデンマーク代表デビュー。2002 FIFAワールドカップのメンバーにも選ばれた。2005年までに13試合に出場、3得点をあげた。

## 代表歴

### 出場大会
- デンマーク代表
  - 2002 FIFAワールドカップ

### 試合数
- 国際Aマッチ 13試合 3得点（2001年-2005年）[1]

| デンマーク代表 | 国際Aマッチ | 国際Aマッチ |
| 年             | 出場        | 得点        |
| -------------- | ----------- | ----------- |
| 2001           | 2           | 0           |
| 2002           | 3           | 0           |
| 2003           | 1           | 0           |
| 2004           | 6           | 3           |
| 2005           | 1           | 0           |
| 通算           | 13          | 3           |